# N-II (fusée)
Le N-II ou N-2 est un dérivé du lanceur américain Delta, produit sous licence au Japon, fabriqué par Mitsubishi. Il comporte un premier étage Thor-ELT, un deuxième étage Delta-F, neuf propulseurs d'appoint Castor, et la plupart des vols utilisent comme étage supérieur soit un Star-37E, soit un Burner-2, identique aux configurations des séries Delta 0100 américaines. Huit sont lancés entre 1981 et 1987, avant qu'il ne soit remplacé par le lanceur H-I, qui présente des étages supérieurs de conception japonaise. Les huit lancements ont tous réussi.

## Caractéristiques
| Caractéristiques        | Propulseurs d'appoint - Castor (9) | 1er étage - Thor-ELT | 2eétage - Delta-F   | 3eétage (optionnel) - Star-37E | 3eétage (optionnel) - Burner-2 (en) |
| ----------------------- | ---------------------------------- | -------------------- | ------------------- | ------------------------------ | ----------------------------------- |
| Moteurs                 | 1 moteur TX-354-3                  | 1 moteur MB-3-3      | 1 moteur AJ-10-118F | 1 moteur à propergol solide    | 1 moteur à propergol solide         |
| Poussée                 | 258,9 kN                           | 866,7 kN             | 41,3 kN             | 68 kN                          | 43,6 kN                             |
| Impulsion spécifique    | 262 s                              | 290 s                | 280 s               | 284 s                          | 285 s                               |
| Durée de fonctionnement | 37 s                               | 270 s                | 335 s               | 42 s                           | 42 s                                |
| Ergols                  | propergol solide                   | LOX/RP-1             | HNO3/UDMH           | propergol solide               | propergol solide                    |

## Lancements
| Date (GMT)             | S/N   | Charge utile       | Orbite | Remarques |
| ---------------------- | ----- | ------------------ | ------ | --------- |
| 11 février 1981, 08:30 | 7(F)  | ETS-IV (Kiku-3)    | MEO    |           |
| 10 août 1981, 20:03    | 8(F)  | GMS-2 (Himawari-2) | GTO    |           |
| 4 février 1983, 08:37  | 10(F) | CS-2A (Sakura-2A)  | GTO    |           |
| 5 août 1983, 20:29     | 11(F) | CS-2B (Sakura-2B)  | GTO    |           |
| 23 janvier 1984, 07:58 | 12(F) | BS-2A (Yuri-2A)    | GTO    |           |
| 2 août 1984, 20:30     | 13(F) | GMS-3 (Himawari-3) | GTO    |           |
| 12 février 1986, 07:55 | 14(F) | BS-2B (Yuri-2B)    | GTO    |           |
| 19 février 1987, 01:23 | 16(F) | MOS-1 (Momo-1)     | LEO    |           |